# Banādak Sādāt
Banādak Sādāt (persiska: بنادک سادات, بَناتك, بَنَدَك, بونافت, بَنادَك, Banādak-e Sādāt) är en ort i Iran.   Den ligger i provinsen Yazd, i den centrala delen av landet, 500 km sydost om huvudstaden Teheran. Banādak Sādāt ligger 2 120 meter över havet och antalet invånare är 402.
Terrängen runt Banādak Sādāt är bergig söderut, men norrut är den kuperad.Runt Banādak Sādāt är det glesbefolkat, med 8 invånare per kvadratkilometer. Närmaste större samhälle är Taft, 19,1 km norr om Banādak Sādāt. Trakten runt Banādak Sādāt är ofruktbar med lite eller ingen växtlighet.